# Архиепархия Дуалы
 Архиепархия Дуалы  (лат. Archidioecesis Dualaensis) — архиепархия Римско-Католической церкви с центром в городе Дуала, Камерун. В митрополию Дуалы входят епархии Бафанга, Бафусама, Нконгсамбы, Эдеа, Эсеки.

## История
31 марта 1931 года Римский папа Пий XI выпустил буллу Apostolicum munus, которой учредил апостольскую префектуру Дуалы, выделив её из апостольского викариата Камеруна (сегодня — Архиепархия Яунде).
27 мая 1931 года апостольская префектура Дуалы была преобразована в апостольский викариат буллой Ut praefecturae Римского папы Пия XI.
14 сентября 1955 года Римский папа Пий XII преобразовал апостольский викариат Дуалы в епархию буллой Dum tantis. В этот же день епархия Дуалы была присоединена к митрополии Яунде.
18 января 1963 года епархия Дуалы передала часть своей территории в пользу возведения новой епархии Сангмелимы.
18 марта 1982 года Римский папа Иоанн Павел II выпустил буллу Eo magis catholica, которой возвёл епархию Дуалы в ранг архиепархии.
22 марта 1993 года архиепархия Дуалы передала часть своей территории для возведения новых епархий Эдеа и Эсеки.

## Ординарии архиепархии
- епископ Mathurin-Marie Le Mailloux (5.05.1931 — 17.12.1945);
- епископ Pierre Bonneau (12.12.1946 — 14.09.1955);
- епископ Thomas Mongo (5.07.1957 — 29.08.1973);
- архиепископ Simon Tonyé (29.08.1973 — 31.08.1991);
- кардинал Кристиан Вийган Туми (31.08.1991 — 17.11.2009);
- архиепископ Samuel Kleda (17.11.2009 — по настоящее время).

## Источник
- Annuario Pontificio, Libreria Editrice Vaticana, Città del Vaticano, 2003, ISBN 88-209-7422-3
- Бреве Ut praefecturae Архивная копия от 27 марта 2010 на Wayback Machine, AAS 24 (1932), стр. 365  (лат.)
- Булла Dum tantis Архивная копия от 27 марта 2010 на Wayback Machine, AAS 48 (1956), стр. 113  (лат.)
- Булла Eo magis catholica Архивная копия от 16 мая 2014 на Wayback Machine  (лат.)